# Liste der Naturdenkmale in Gaugrehweiler
Die Liste der Naturdenkmale in Gaugrehweiler nennt die im Gemeindegebiet von Gaugrehweiler ausgewiesenen Naturdenkmale (Stand 28. März 2024).

## Naturdenkmale
| Nr.         | Bezeichnung                 | Lage                         | Beschreibung                                                                      | Bild                                    |
| ----------- | --------------------------- | ---------------------------- | --------------------------------------------------------------------------------- | --------------------------------------- |
| ND-7333-135 | Baumbestand an der Apotheke | Hauptstraße, bei Nr. 28 Lage | Acer sp., Fraxinus sp., Tilia sp. und Quercus sp., je ein Baum; um 1900 gepflanzt | Direkt Bild zu diesem Denkmal hochladen |

## Ehemalige Naturdenkmale
| Nr. | Bezeichnung  | Lage             | Beschreibung                                        | Bild                                    |
| --- | ------------ | ---------------- | --------------------------------------------------- | --------------------------------------- |
|     | Rosskastanie | Triftstraße Lage | Aesculus hippocastanum; Rechtsverordnung aufgehoben | Direkt Bild zu diesem Denkmal hochladen |